# Rechtsstaatliche Bürgerpartei
Die Rechtsstaatliche Bürgerpartei (kurz: R-B-P) war eine Abspaltung der Partei Rechtsstaatlicher Offensive (Schill-Partei) in Sachsen-Anhalt. Die Partei entstand aus Protest gegen Ulrich Marseille, der als Koordinator für den Aufbau der Partei in Sachsen-Anhalt eingesetzt wurde. Die R-B-P übernahm größtenteils die Ideologie der Schill-Partei.
Parteivorsitzender der R-B-P war frühere Landesbeauftragte der Schill-Partei Norbert Hoiczyk, sein Stellvertreter Wolfgang Koch.
Die Partei trat bei der Landtagswahl in Sachsen-Anhalt 2002 an und erhielt 0,1 % der Stimmen.